# Berguedà

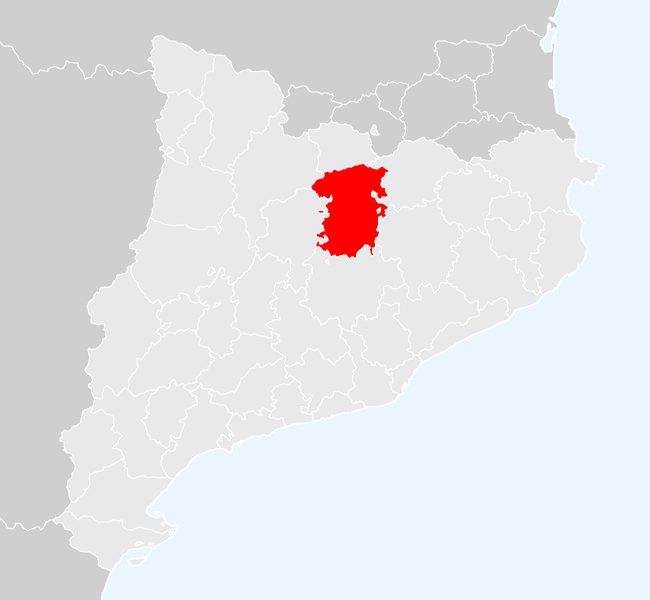
Localização do Berguedà, na Catalunha.

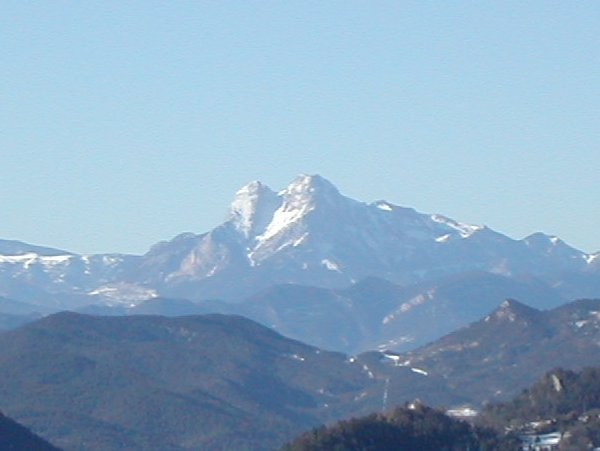
Pedraforca.

Berguerdà.

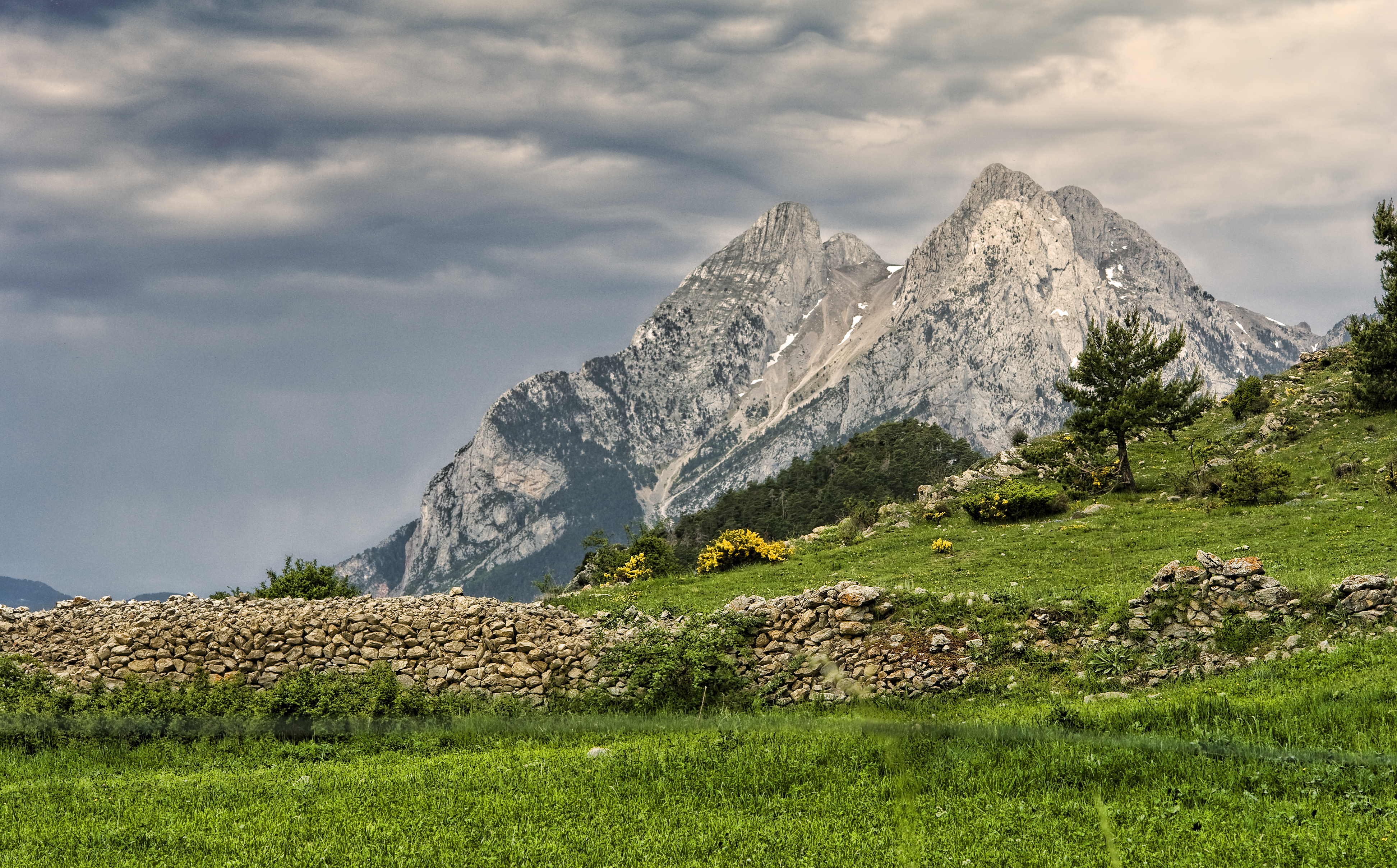
Pedraforca

Berguedà é uma região (comarca) da Catalunha. Abarca uma superfície de 1.184,89 quilômetros quadrados e possui uma população de 40.479 habitantes.

## Subdivisões
A comarca do Berguedà subdivide-se nos seguintes 31 municípios:
- Avià
- Bagà
- Berga
- Borredà
- Capolat
- Casserres
- Castell de l'Areny
- Castellar de n'Hug
- Castellar del Riu
- Cercs
- L'Espunyola
- Fígols
- Gironella
- Gisclareny
- Gósol
- Guardiola de Berguedà
- Montclar
- Montmajor
- La Nou de Berguedà
- Olvan
- La Pobla de Lillet
- Puig-reig
- La Quar
- Sagàs
- Saldes
- Sant Jaume de Frontanyà
- Sant Julià de Cerdanyola
- Santa Maria de Merlès
- Vallcebre
- Vilada
- Viver i Serrateix